# Yvonne Rogers
 Yvonne Rogers es una psicóloga e informática británica. Se desempeña como directora del Centro de Interacción del University College London . Es autora o colaboradora de más de 250 publicaciones.  Su libro Interaction Design: Beyond Human-Computer Interaction, escrito con Jenny Preece y Helen Sharp (quinta edición, 2019), ha vendido más de 200.000 copias en todo el mundo y ha sido traducido a otros seis idiomas. Su trabajo se describe en Encuentros con pioneros de HCI: una historia personal y un diario fotográfico.

## Primeros años
Obtuvo una licenciatura en psicología de la Universidad de Gales en 1982, una maestría en ciencias de ergonomía de la University College London en 1983 y un doctorado en interacción persona-computadora de la Universidad de Gales en 1988. 

## Carrera e investigación
Rogers se desempeñó como profesor de la Facultad de Ciencias Cognitivas y de Computación de la Universidad de Sussex de 1992 a 2003, profesor de Informática de 2003 a 2006 en la Universidad de Indiana y profesor de HCI en la Open University de 2006 a 2011. Es profesora y directora del Centro de Interacción del University College London en el University College London .  Fue investigadora principal y coinvestigadora de más de 30 subvenciones de investigación de EPSRC, ESRC, AHRC, EU y NIH .  Es conocida por su trabajo en una interfaz icónica para la IA centrada en el ser humano y una agenda de investigación sobre la participación de los usuarios en la informática ubicua . 
Rogers fue investigador principal del proyecto ICRI en colaboración con Intel.  Lideró proyectos como Visualizing Mill Road, donde recopilaron datos de la comunidad y los visualizaron como arte callejero, y el proyecto Tidy Street, que visualiza el uso y la eficiencia de la energía a partir de medidores de energía.   De 2000 a 2007, Rogers contribuyó al Proyecto Equator del Reino Unido como investigador principal, investigando la relación entre las experiencias de los usuarios físicos y digitales. Uno de los proyectos fue "Ambient Wood", que animaba a los niños a explorar procesos biológicos en un bosque utilizando sondas inalámbricas. Rogers trabajó en un proyecto utilizando luz ambiental para empujar a las personas a subir las escaleras en lugar del ascensor. Trabajó en el Proyecto Lambent Shopping Trolly, construyendo una pantalla intermitente que se engancha a cualquier carrito de compras para impulsar las decisiones de compra. Rogers trabajó en un proyecto de realidad aumentada (RA) para "probarse" el maquillaje y ver cómo esta RA influye en las decisiones de compra. 

### Premios y honores
- Miembro de la Sociedad Británica de Computación [8]
- Beca de ensueño EPSRC
- Premio SIGCHI a la investigación de por vida 2022
- Elegido miembro de la Academia SIGCHI CHI 2012
- Becario Osher 2015 [9]
- Premio Milner 2022 [10]
- Miembro de la Royal Society 2022 [11]

### Libros
Sus publicaciones  incluyen:
- Preece, Jenny; Rogers, Yvonne; Sharp, Helen (26 de mayo de 2015). Interaction Design: Beyond Human-Computer Interaction. John Wiley & Sons. ISBN 978-1-119-02075-2.
- Rogeres, Yvonne (28 de mayo de 2012). Hci Theory: Classical, Modern, and Contemporary. Morgan & Claypool. ISBN 978-1-68173-229-9.
- Rogers, Yvonne; Marshall, Paul (4 de abril de 2017). Research in the Wild. Morgan & Claypool Publishers. ISBN 978-1-62705-878-0.[12]

### Artículos científicos
- Yvonne Rogers, Judi Ellis, Cognición distribuida: un marco alternativo para analizar y explicar el trabajo colaborativo, (1994), Journal of Information Technology [13]
- Michael Scaife, Yvonne Rogers, Cognición externa: ¿cómo funcionan las representaciones gráficas? , (1996), Revista Internacional de Estudios Humano-Computadores [14]
- Yvonne Rogers, Antonio Rizzo, Mike Scaife, Interdisciplinariedad: ¿un proceso emergente o diseñado? , (2003), Universidad de Sussex [15]
- Michael Scaife, Yvonne Rogers, Frances Aldrich, Matt Davies, ¿Diseñar para o diseñar con? Diseño de informantes para entornos de aprendizaje interactivos, (2006), Actas CHI '97 de la Conferencia ACM SIGCHI sobre factores humanos en sistemas informáticos [16]
- Yvonne Rogers, Avanzando desde la visión de Weiser de Calm Computing: Engaging UbiComp Experiences, (2006), Conferencia internacional sobre computación ubicua [17]
- Richard Harper, Tom Rodden, Yvonne Rogers, Abigail Sellen, Interacción persona-computadora en el año 2020, (2008), Microsoft Research [18]